# Mike Scioscia
Michael Lorri Scioscia (né le 27 novembre 1958 à Upper Darby, Pennsylvanie) est ancien joueur de baseball de la Ligue majeure de baseball reconverti en manager depuis la saison 2000. Il a remporté le titre de Manager de l'année dans la Ligue américaine en 2002, la même année où il a mené les Angels à leur première conquête de la Série mondiale, et en 2009. Il est le manager le plus victorieux de l'histoire de la franchise californienne. La saison 2014 est sa 15e année à la barre des Angels, ce qui en fait le gérant des majeures actuellement en poste depuis longtemps avec le même club.
Scioscia est de plus un ancien receveur étoile qui a joué de 1980 à 1992 pour les Dodgers de Los Angeles, remportant le titre mondial avec l'équipe en 1981 et 1988.

## Biographie

### Carrière de joueur
De 1973 à 1976, Mike Scioscia est membre des équipes de baseball, de basket-ball et de football américain à l'école secondaire de Springfield dans le Comté de Delaware (Pennsylvanie). Il est nommé Joueur de l'année du Comté de Delaware pour le baseball en 1975 et 1976, mais il rêve surtout de jouer pour l'équipe de football américain des Nittany Lions de l'université de Penn State, entraîné par le mythique Joe Paterno. Jugé trop petit et pas assez rapide pour le niveau universitaire, il se tourne vers le baseball. Sollicité par l'Université du Delaware et l'Université Clemson, il penche plutôt vers cette dernière, même après sa sélection par les Dodgers de Los Angeles lors du repêchage amateur de 1976 au premier tour (19e choix). Au cours du mois de juillet, il est contacté par Tommy Lasorda pour une séance d'entraînement avant un match des Dodgers contre les Phillies de Philadelphie. Il signe alors son premier contrat professionnel et commence sa carrière professionnelle avec les Bellingham Dodgers en Northwest League. En 46 matchs, il frappe avec une moyenne de 0,278, 7 circuits et 26 points produits. Pendant l'inter-saison, il suit les cours à l'université de Penn State et participe à son premier camp d'entraînement avec les Dodgers avant la saison 1977.
Il gravit les échelons des ligues mineures en jouant pour les Clinton Dodgers (Midwest League, niveau A, 1977), les San Antonio Dodgers (Texas League, niveau AA, 1978) et les Albuquerque Dukes (Pacific Coast League, niveau Triple-A, 1979). Avec les Dukes, il frappe avec une moyenne de 0,336 (155 coups sûrs en 461 présences au bâton), 34 doubles et 68 points produits. Il s'affirme comme frappeur de contact plutôt que comme frappeur de puissance avec seulement 3 coups de circuits. En 1980, il partage son temps de jeu entre Albuquerque (52 matchs) et Los Angeles (54 matchs). Le 20 avril, il fait ses débuts en Ligue majeure face aux Astros de Houston et leur lanceur Joe Niekro. Il frappe son premier coup sûr en 3e manche avec un double et marque son premier point dans la même manche. Il finit la saison avec une moyenne de 0,254 au sein des Dodgers (contre 0,331 avec les Dukes).
En 1981, il rejoint les Dodgers à plein temps comme doublure du vétéran Steve Yeager. Il est derrière le marbre lors de 22 des 25 départs de Fernando Valenzuela, Recrue de l'année et vainqueur du Trophée Cy Young en fin de saison. En 93 matchs d'une saison raccourcie par une grève des joueurs, il frappe avec une moyenne de 0,276. Les Dodgers atteignent la Série mondiale pour la troisième fois depuis 1977 et retrouvent une troisième fois les Yankees de New York. Après deux échecs, ils remportent un titre qui leur échappaient depuis 1965. Scioscia devient titulaire au poste de receveur pour la saison 1982 à la suite de la blessure au genou de Steve Yeager. En 1983, les rôles sont inversés en raison d'une blessure de Scioscia à l'épaule droite (coiffe des rotateurs) et il doit se contenter de 12 matchs.
De 1984 à 1987, Sciosca s'impose comme titulaire au poste de receveur avec des lanceurs comme Fernando Valenzuela, Orel Hershiser ou Bob Welch. Il produit l'une de ses meilleures saisons en 1985 avec une moyenne de 0,296, 53 points produits et 7 circuits. En 1988, les Dodgers remportent la Division ouest et se qualifient pour la Série de championnat face aux Mets de New York. Menés 2 victoires à 1 après 3 rencontres, les Dodgers se retrouvent au pied du mur lors du match 4 du 9 octobre 1988. Avec deux points de retard en début de 9e manche, Scioscia frappe un circuit décisif au champ droit qui remet les deux équipes à égalité et permet aux Dodgers d'aller en prolongation, puis de remporter ce match pivot. Les Dodgers gagnent non seulement la Série de championnat, mais aussi la Série mondiale face aux Athletics d'Oakland.
En 1989 et 1990, il est sélectionné pour le match des étoiles avec l'équipe de Ligue nationale. Il joue deux saisons supplémentaires avec les Dodgers, mais ses performances offensives diminuent et le 4 novembre 1992, il est libéré par les Dodgers et devient agent libre. Il signe un contrat avec les Padres de San Diego, mais se blesse à l'épaule lors de la pré-saison. Après une saison blanche, il tente de revenir en signant avec les Rangers du Texas qui ne le feront jouer qu'une seule rencontre en Ligue mineure.

### Statistiques de joueur
| Statistiques à la frappe |            |            |      |      |     |      |     |    |    |     |    |    |     |     |       |       |       |
| Saison                   | Équipe     | Ligue      | G    | AB   | R   | H    | 2B  | 3B | HR | RBI | SB | CS | BB  | SO  | BA    | OBP   | SLG   |
| 1980                     | LAD        | MLB        | 54   | 134  | 8   | 34   | 5   | 1  | 1  | 8   | 1  | 0  | 12  | 9   | 0,254 | 0,313 | 0,328 |
| 1981                     | LAD        | MLB        | 93   | 290  | 27  | 80   | 10  | 0  | 2  | 29  | 0  | 2  | 36  | 18  | 0,276 | 0,353 | 0,331 |
| 1982                     | LAD        | MLB        | 129  | 365  | 31  | 80   | 11  | 1  | 5  | 38  | 2  | 0  | 44  | 31  | 0,219 | 0,302 | 0,296 |
| 1983                     | LAD        | MLB        | 12   | 35   | 3   | 11   | 3   | 0  | 1  | 7   | 0  | 0  | 5   | 2   | 0,314 | 0,400 | 0,486 |
| 1984                     | LAD        | MLB        | 114  | 341  | 29  | 93   | 18  | 0  | 5  | 38  | 2  | 1  | 52  | 26  | 0,273 | 0,367 | 0,370 |
| 1985                     | LAD        | MLB        | 141  | 429  | 47  | 127  | 26  | 3  | 7  | 53  | 3  | 3  | 77  | 21  | 0,296 | 0,407 | 0,420 |
| 1986                     | LAD        | MLB        | 122  | 374  | 36  | 94   | 18  | 1  | 5  | 26  | 3  | 3  | 62  | 23  | 0,251 | 0,359 | 0,345 |
| 1987                     | LAD        | MLB        | 142  | 461  | 44  | 122  | 26  | 1  | 6  | 38  | 7  | 4  | 55  | 23  | 0,265 | 0,343 | 0,364 |
| 1988                     | LAD        | MLB        | 130  | 408  | 29  | 105  | 18  | 0  | 3  | 35  | 0  | 3  | 38  | 31  | 0,257 | 0,318 | 0,324 |
| 1989                     | LAD        | MLB        | 133  | 408  | 40  | 102  | 16  | 0  | 10 | 44  | 0  | 2  | 52  | 29  | 0,250 | 0,338 | 0,363 |
| 1990                     | LAD        | MLB        | 135  | 435  | 46  | 115  | 25  | 0  | 12 | 66  | 4  | 1  | 55  | 31  | 0,264 | 0,348 | 0,405 |
| 1991                     | LAD        | MLB        | 119  | 345  | 39  | 91   | 16  | 2  | 8  | 40  | 4  | 3  | 47  | 32  | 0,264 | 0,353 | 0,391 |
| 1992                     | LAD        | MLB        | 117  | 348  | 19  | 77   | 6   | 3  | 3  | 24  | 3  | 2  | 32  | 31  | 0,221 | 0,286 | 0,282 |
| Totaux                   | 13 saisons | 13 saisons | 1441 | 4373 | 398 | 1131 | 198 | 12 | 68 | 446 | 29 | 24 | 567 | 307 | 0,259 | 0,344 | 0,356 |

### Carrière d'entraîneur
Il a rejoint les Angels lors de la saison 2000 après une saison à la tête des Albuquerque Dukes en Pacific Coast League.
Il a remporté le titre de Manager de l'année dans la Ligue américaine en 2002, la même année où il a mené les Angels à leur première conquête de la Série mondiale après que le club se fut qualifié pour les éliminatoires en qualité de meilleurs deuxièmes.
Sous les ordres de Scioscia, les Angels ont remporté le championnat de la division Ouest de l'Américaine lors des saisons 2004, 2005, 2007, 2008 et 2009.

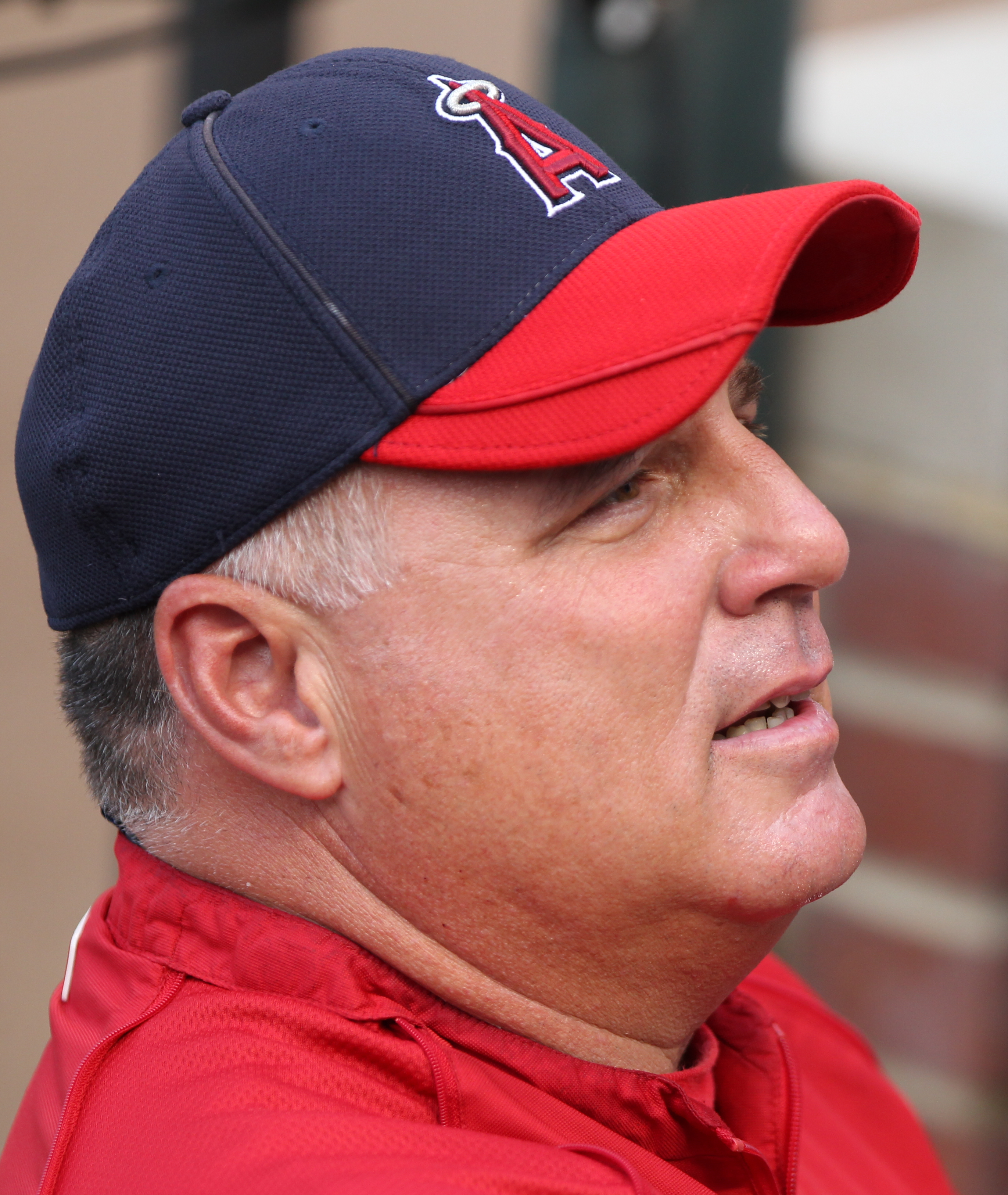
Mike Scioscia en 2011.

Le 4 mai 2007, les Angels remportent une victoire de 5-1 sur les White Sox de Chicago. Avec un 626e gain comme gérant des Angels, Mike Scioscia devient le manager le plus victorieux de l'histoire de la franchise, dépassant Bill Rigney au premier rang.
En 2008, les Angels gagnent 100 matchs en saison régulière, un record de franchise.
En 2009, les Angels remportent un 3e titre de section consécutif avec 97 gains (la seconde meilleure fiche des majeures) et atteignent la Série de championnat. Scioscia est élu pour la 2e fois manager de l'année dans l'Américaine.
La saison 2010 voit les Angels connaître une première saison perdante depuis 2003, avec 80 victoires contre 82 revers, bon seulement pour une troisième place dans la division Ouest.
Le 8 mai 2011 contre les Indians de Cleveland, Scioscia savoure sa 1000e victoire avec les Angels. L'équipe améliore sa fiche en saison 2011 avec six gains de plus que l'année précédente mais, avec un dossier de 86-76, termine deuxième derrière les Rangers du Texas dans la division Ouest de la Ligue américaine et rate les séries éliminatoires.
Malgré l'arrivée du jeune Mike Trout et la signature d'agents libres très connus en Albert Pujols et Josh Hamilton, la fiche de Scioscia est termine par deux saisons difficiles en 2012 et 2013 : avec des fiches de 89-73 et 78-84, respectivement, les Angels ratent les éliminatoires et terminent chaque fois 3e derrière Oakland et Texas dans leur division. 
En 2014, les Angels sont la meilleure équipe du baseball majeur en saison régulière avec 98 victoires et 64 défaites. Qualifiés pour les éliminatoires pour la première fois depuis 2009, les Angels subissent toutefois une élimination rapide, perdant les 3 matchs de la Série de divisions qui les oppose aux Royals de Kansas City. Scioscia termine 2e du vote annuel désignant le gérant de l'année, derrière le lauréat Buck Showalter.

### Statistiques de manager
| Équipe | Année  | Saison régulière | Saison régulière | Saison régulière | Saison régulière |  | Séries éliminatoires | Séries éliminatoires | Séries éliminatoires | Séries éliminatoires           |
| Équipe | Année  | Vic.             | Déf.             | % Vic.           | Place            |  | Vic.                 | Déf.                 | % Vic.               | Résultats                      |
| ANA    | 2000   | 82               | 80               | 0,506            | 3e AL Ouest      |  | -                    | -                    | -                    |                                |
| ANA    | 2001   | 75               | 87               | 0,462            | 3e AL Ouest      |  | -                    | -                    | -                    |                                |
| ANA    | 2002   | 99               | 63               | 0,611            | 2e AL Ouest      |  | 11                   | 5                    | 0,687                | Vainqueur de la Série mondiale |
| ANA    | 2003   | 77               | 85               | 0,475            | 3e AL Ouest      |  | -                    | -                    | -                    |                                |
| ANA    | 2004   | 92               | 70               | 0,567            | 1e AL Ouest      |  | 0                    | 3                    | 0,000                |                                |
| LAA    | 2005   | 95               | 67               | 0,586            | 1e AL Ouest      |  | 4                    | 6                    | 0,400                |                                |
| LAA    | 2006   | 89               | 73               | 0,549            | 2e AL Ouest      |  | -                    | -                    | -                    |                                |
| LAA    | 2007   | 94               | 68               | 0,580            | 1e AL Ouest      |  | 0                    | 3                    | 0,000                |                                |
| LAA    | 2008   | 100              | 62               | 0,617            | 1e AL Ouest      |  | 1                    | 3                    | 0,250                |                                |
| LAA    | 2009   | 97               | 65               | 0,599            | 1e AL Ouest      |  | 4                    | 5                    | 0,444                |                                |
| Totaux | Totaux | 900              | 720              | 0,556            |                  |  | 20                   | 25                   | 0,444                | 1 Série mondiale               |

### Télévision
Mike Scioscia est un des neuf joueurs des Ligues majeures de baseball à être apparus dans l'épisode des Simpsons intitulé Homer at the Bat, originellement diffusé le 20 février 1992.
Il y réapparait 18 ans après, cette fois en tant qu'entraîneur, et donne des conseils à Bart Simpson dans l'épisode MoneyBART, originellement diffusé le 10 octobre 2010.